# بولين كلاين
بولين كلاين (بالفرنسية: Pauline Klein)‏ هي كاتِبة فرنسية، ولدت في 3 سبتمبر 1976.